# Quanto Vale o Show?
Quanto Vale o Show? é uma canção do grupo de rap brasileiro Racionais MC's. A canção foi lançada para descarga digital em 18 de novembro de 2014, como primeiro single do sexto álbum de estúdio do grupo Cores & Valores.

## Lançamento
A canção foi lançada no dia 18 de novembro de 2014, terça-feira, como primeiro single oficial do álbum apenas e formato digital.

## Faixas
| Nº | Título              | Duração |
| -- | ------------------- | ------- |
| 1  | Quanto Vale o Show? | 2:52    |

## Recepção
O single recebeu críticas mistas dos fãs e críticos, em sua maioria as críticas negativas vieram devido a pouca duração da canção e sua letra de pouco impacto social, diferentemente das faixas principais dos álbuns anteriores do grupo.[carece de fontes?]

## Sample
Sample usados
- A faixa contém sample do single "Gonna Fly Now", de Bill Conti.
- O refrão traz um sample da voz do apresentador Silvio Santos, repetindo a pergunta "Quanto vale o show?", famosa em seu programa "Show de Calouros", que foi ao ar até 1996, antes de virar um quadro do "Programa Silvio Santos".

## Créditos
- Mano Brown - Vocais, Produção, Composição
- Ice Blue - Composição
- Edy Rock - Composição
- KL Jay - DJ
- DJ Cia - Produção